# إدين باشيتش
إدين باشيتش مواليد 4 مايو 1979 في جمهورية يوغوسلافيا الاشتراكية الاتحادية، هو لاعب كرة يد كرواتي معتزل لعب كوسط مدافع. لعب مع نادي شامبيري سافوا لكرة اليد ويحمل الرقم 13.

## روابط خارجية
- إدين باشيتش على موقع الاتحاد الأوروبي لكرة اليد (الإنجليزية)
- إدين باشيتش على موقع الاتحاد الفرنسي لكرة اليد (الفرنسية)